# Bian Tongda
Bian Tongda (chiń. 边通达; ur. 1 kwietnia 1991) – chiński lekkoatleta, chodziarz.
Urodził się 1 kwietnia 1991 roku. Absolwent Uniwersytetu Szantung w Jinan. Trenuje w prowincjalnym klubie w Szantung. Jego trenerem jako członka reprezentacji olimpijskiej był Sun Li’an (2020). W 2020 roku Bian reprezentował Chińską Republikę Ludową na Letnich Igrzyskach Olimpijskich rozgrywanych w Tokio i Sapporo. W chodzie na 50 km mężczyzn zajął 7. miejsce z wynikiem 3:52:01.